# Anastrepha obliqua
Espèce
Anastrepha obliqua, la mouche antillaise des fruits, est une espèce d'insectes diptères de la famille des Tephritidae, originaire des régions tropicales d'Amérique.
Cette mouche pond ses œufs dans les fruits dans lesquels les larves se développent en creusant un réseau de galeries.
Elle est considérée comme un ravageur des arbres fruitiers tropicaux, en particulier le manguier (Mangifera indica).